# Ramón Calderón
José Ramón Calderón Ramos (Palencia, 26 de mayo de 1951) es un abogado español que ejerció como presidente del Real Madrid Club de Fútbol entre 2005 y 2009. Es licenciado en Derecho por la Universidad de Navarra (1974), colegiado del Ilustre Colegio de Abogados de Madrid y abogado en ejercicio, con despacho propio desde 1976. 
Fue miembro de la Junta Directiva del Real Madrid Club de Fútbol desde 2001 hasta 2006 y Presidente entre los años 2006 y 2009. Fue, igualmente, Miembro de la Junta Directiva de la RFEF y Presidente, en 2009 de la Comisión Organizadora de su Centenario. Ocupó la Vicepresidencia del Comité de Clubes de la UEFA, y fue miembro del Comité Organizador de la Copa del Mundo de Clubes en FIFA.
Como presidente del Real Madrid, Calderón es recordado por la remodelación del equipo tras haber heredado la frustrada plantilla galáctica, logrando cosechar el éxito del equipo a nivel nacional. En el breve periodo de su permanencia en el cargo, logró dos ligas y una supercopa. El fichaje del delantero portugués Cristiano Ronaldo, del que fue artífice, es otro de los acontecimientos más trascendentales de su mandato. Otros fichajes relevantes durante su presidencia fueron los de Marcelo, Pepe, Robben, Sneijder, van Nistelrooy, Huntelaar, Higuaín o Fabio Cannavaro, entre otros. Acosado por una serie de escándalos de naturaleza electoral, dimitió como presidente en enero de 2009. En junio de 2012, la Audiencia Provincial archivó la causa, declarando inocente al expresidente. En febrero de 2016, la fiscalía archivaba el último caso judicial contra Calderón.

## Biografía
Fue el principal opositor de la labor de Ramón Mendoza al frente de la presidencia del Real Madrid durante la década de 1990, y miembro de la Junta Directiva del Club durante la primera presidencia de Florentino Pérez. 

### Real Madrid
Fue elegido el 2 de julio de 2006, tras vencer con 8343 votos a los otros candidatos: Juan Palacios (8098 votos), Juan Miguel Villar Mir (6702 votos), Lorenzo Sanz (2377 votos) y Arturo Baldasano (1581 votos). En su Junta Directiva destaca como director deportivo Pedja Mijatović, el héroe de la séptima Copa de Europa ganada por el Real Madrid.
En sólo dos años cambió la política del Club, dando más importancia a los socios y aficionados y devolviendo al Real Madrid al camino de los éxitos. Después de tres años sin que el Club ganara título alguno (la primera vez en la historia que sucedía) consiguió ganar 2 Ligas consecutivas y una Supercopa de España en fútbol, así como una  Liga ACB y una Copa ULEB en baloncesto. Mientras estuvo al frente del Club fortaleció los programas de responsabilidad social del Real Madrid, así como las actividades de su Fundación (donde actualmente es miembro de Patronato), abriendo varias Academias en todo el mundo para ayudar a los niños a mejorar sus vidas.
Los fichajes del Real Madrid en la temporada 2006-2007 fueron: Cannavaro, Emerson (procedente de la Juventus) Ruud van Nistelrooy (procedente del Manchester United) y Mahamadou Diarra (procedente del Olympique Lyonnais). También llegó al club blanco el sevillano José Antonio Reyes, en calidad de cedido a cambio del brasileño Júlio Baptista, procedente del Arsenal FC. Además, el 14 de noviembre de 2006 presentó un nuevo fichaje, Marcelo Vieira, un joven lateral procedente del Fluminense de Brasil. 
Sus últimos fichajes de la temporada 2006-2007 se produjeron en diciembre cuando contrató a 2 jóvenes argentinos: Gonzalo Higuaín (procedente de River Plate) y Fernando Gago (procedente de Boca Juniors). 
En su primera temporada como presidente, las secciones de fútbol y baloncesto ganaron el título de liga, pero no cumplió sus promesas de contratar a Cesc Fàbregas, Arjen Robben —que llegaría al año siguiente— y, sobre todo, Kaká, que fue su gran apuesta electoral; el futbolista brasileño siempre desmintió que fuese a dejar el Milan aunque lo hizo en el año 2009.
El 28 de junio de 2007, la Junta Directiva que él preside decide destituir a Fabio Capello de su cargo de entrenador del Real Madrid (con 2 temporadas más de contrato por delante), así como a todo su Cuerpo Técnico. Esta destitución se produce días después de que el equipo de fútbol entrenado por Capello ganase in extremis y después de una gran remontada, el título de Liga, después de llevar 3 años sin haber conseguido ninguno de los disputados. 
Para la campaña 2007-2008, después de haber conseguido el primer título de Liga y haber contratado a Bernd Schuster, Ramón Calderón y su junta directiva realizaron los fichajes de Cristoph Metzelder (B.Dortumund), Pepe (FC Porto), Javier Saviola (procedente del F.C. Barcelona), Jerzy Dudek (Liverpool), los holandeses Wesley Sneijder (Ajax) y Royston Drenthe (Feyenoord), el lateral zurdo Gabriel Heinze (Manchester United) y por último una de las promesas presidenciales de Calderón: Arjen Robben (Chelsea).

#### Verano de 2008
Durante los meses de junio y julio, Ramón Calderón muestra su ilusión ante la intención mostrada por Cristiano Ronaldo de fichar por el Real Madrid, llegando a mostrar la predisposición del club a negociar por el jugador. Aunque el portugués muestra reiteradamente su intención de fichar por el club blanco, el presunto fichaje se dilata en el tiempo, dando lugar a mucha especulación en la prensa deportiva española. Finalmente, en declaraciones a la prensa portuguesa realizadas el 6 de agosto, el jugador muestra su intención de permanecer en el Manchester United. El 4 de agosto, durante la presentación de Rafael van der Vaart, Ramón Calderón ya había adelantado que con el fichaje del internacional holandés la plantilla quedaba «casi seguro» cerrada.
El 31 de agosto, y ante la intención del brasileño Robinho de abandonar el club blanco, Calderón afirma en La Coruña que la plantilla está cerrada definitivamente y descarta altas o bajas de última hora. Sin embargo, la noche del 1 de septiembre, al borde del límite del cierre del plazo de fichajes, el Real Madrid anuncia la venta del jugador al Manchester City por 42 millones de euros. Calderón, en declaraciones a la Cadena SER en la madrugada del día 2 de septiembre, justifica la venta basándose en el mal estado anímico del jugador y considerando que la venta era necesaria ante "un problema anímico" del jugador.
La gestión de la plantilla realizada por Ramón Calderón y su dirección deportiva es objeto de duras críticas por una parte de la prensa española. Aun así, consigue la contratación del internacional francés Lassana Diarra, en el mercado invernal de esta temporada. También llegarían el delantero holandés Huntelaar y el centrocampista Faubert.
Finalmente su gran contratación tuvo lugar el día 12 de diciembre de 2008 cuando consigue firmar, ante Notario, el Contrato que uniría a Cristiano Ronaldo con el Real Madrid para los siguientes 6 años, dejando su traspaso convenido con el Manchester United por el precio de 94 millones de euros. La cantidad más alta pagada hasta entonces por un jugador de fútbol.

#### Dimisión
El 16 de enero de 2009 el diario deportivo MARCA publicó una información sobre un supuesto fraude que se habría producido en la Asamblea del Real Madrid, en la que 10 socios, no compromisarios, y no acreditados entre los 1.380 asistentes, habían participado en las votaciones.
Dicha circunstancia no había tenido ninguna influencia en la aprobación de las Cuentas del Club, puesto que el número de votos favorables fue de 380, como así declaró la Sección 16 de la Audiencia provincial de Madrid. Las mismas cuentas fueron aprobadas por una abrumadora mayoría en una segunda Asamblea.
Después de haber asegurado no haber tenido ninguna participación en los hechos publicados, decidió presentar su dimisión del cargo, tras ser injustamente relacionado con ellos, como así lo confirmó posteriormente la Sección 16 de la Audiencia Provincial de Madrid en los Autos 520/2013, en Resolución que acordó el Archivo de las actuaciones abiertas por dicha causa y exonerando a Calderón de cualquier participación en los hechos denunciados.
Además y, dado el resultado de las votaciones, la Resolución Judicial consideró igualmente  intrascendente, para la validez de los acuerdos adoptados, la asistencia de los miembros no acreditados.
Calderón fue sucedido por el vicepresidente Vicente Boluda, que organizó la transición a las elecciones de 2009. Elecciones que no se llegaron a celebrar, pues sólo se presentó el actual presidente Florentino Pérez.

## Palmarés como presidente de la sección de fútbol
- Campeonato Nacional de Liga Española de 1.ª División (2):  2006-2007, 2007-2008.
- Supercopa de España (1): 2008.